# Battesimo di Cristo (Moroni)
(Andrea Pasta -le pitture nobili di Bergamo che sono esposte alla visita del pubblico - 1775)
Il battesimo di Cristo  è un dipinto a olio au tela realizzato da Giovan Battista Moroni e conservato presso il Museo Adriano Bernareggi in Via Pignolo a Bergamo.

## Storia
Il dipinto fu realizzato dal Moroni per esser collocato nel Tempietto di Santa Croce che il vescovo Federico Cornaro aveva ristrutturato nel 1561. La piccola aula, aveva la funzione di cappella privata del vescovato e Andrea Pasta, cita la presenza della tela come pala d'altare trovando che vi fossero dei collegamenti pittorici con Jacopo Palma il Vecchio. La tela ebbe un primo restauro probabilmente da Giovanni Raggi. Nel 1561 il tempietto fu ad opera del vescovo di un rinnovamento, risulta del medesimo periodo i dipinti di Giovan Battista Guarinoni, si considera quindi che anche questa tela faceva parte di questo progetto.
Il dipinto fu poi collocato nell'antisala dell'aricivescovado, per essere poi collocato nel museo diocesano Adriano Bernareggi per essere esposto al pubblico.

## Descrizione
L'artista albinese aveva realizzato un quadro con il medesimo soggetto già negli anni '50 del XVI secolo posto nel centro del polittico di Ranica.
I due dipinti hanno molte affinità, sono entrambi centinati, ma in questa tela l'artista occupa più spazio per il paesaggio, sviluppandolo, avvicinando il dipinto al Cristo che porta la Croce. La tipologia, il colore e l'eleganza dell'atteggiamento del Battista portano a considerare che il lavoro, secondo Mina Gregori, nel suo studio del 1979, sia databile intorno al 1566.
Il bianco intenso del perizoma di Cristo, in contrasto con il rosso lucido del manto del Battista, sono un forte colpo di luce nella poca luminosità del paesaggio. Un lampo illumina il cielo, dove tra le nuvole compaiono angioletti, indicando la luce di Dio, e la colomba segno dello Spirito Santo. La figura dei due personaggi, perfetta nella sua esecuzione, sembra una danza, un movimento che li unisce creando un momento di intima serenità.